# Max Clara
Max Clara (12. února 1899, Völs – 13. března 1966, Mnichov) byl rakouský anatom.
V povědomí biologické společnosti je znám především podle eponyma „Clarova buňka“. Ta jím byla popsána v roce 1937. Dnes se však od tohoto názvu ustupuje a upřednostňuje se název "kyjovitá" buňka (angl. "club cell"). Důvodem jsou Clarovy aktivity v nacistickém Německu. Roku 1935 byl jmenován přednostou ústavu anatomie v Lipsku.

## Nacismus
Alespoň částečně dlužil za svoji kariéru nacistickému Německu. Při své kariéře se musel rovněž podílet na univerzitní politice, což zahrnovalo i nahlašování židovských akademiků. Pro většinu histologických výzkumů využíval Clara tkáně v Drážďanech popravených vězňů. Své životní dílo, "Das Nervensystem des Menschen", sepsal v roce 1942. Clara byl aktivní, otevřený nacista a jeho histologické výzkumy, kromě přínosu vědě, sloužily i jako záminka pro rostoucí počet poprav během nacistické éry.